# Encephalartos altensteinii
Encephalartos altensteinii — вид голонасінних рослин класу саговникоподібні (Cycadopsida).
Етимологія: вшанування Альтенштайна (нім. Altenstein), німецький державного діяча і мецената науки 19-го століття.

## Опис
Рослини деревовиді; стовбур 5 м заввишки, 25–35 см діаметром. Листки завдовжки 100—200 см, від світло або яскраво-зелених до темно-зелених, дуже глянцеві, хребет зелений, прямий, жорсткий; черешок прямий, без колючок. Листові фрагменти ланцетні або яйцеподібні; середні — довжиною 15 см, шириною 25 мм. Пилкові шишки 1–5, вузькояйцевиді, жовті, довжиною 40–50 см, 12–15 см діаметром. шишки 1–5, яйцевиді, жовті, довжиною 40–55 см, 25–30 см діаметром. Насіння довгасте, довжиною 35–40 мм, шириною 20–25 мм, саркотеста червона.

## Поширення, екологія
Це поширений вид у прибережних районах Східної Капської провінції, ПАР. Росте на висотах від рівня моря до 600 м. Цей вид зустрічається в прибережному місцях, починаючи від відкритих чагарників або луків і крутих кам'янистих схилів до закритих вічнозелених лісів у долинах. Рослини часто зустрічаються по берегах річок.

## Загрози та охорона
Руйнування середовища проживання є серйозною проблемою в прибережних місцях існування. Видалення колекціонерами також є серйозною проблемою, особливо в сільських районах. Кору збирають для традиційного використання в медичних цілях. Вид зберігається у кількох природоохоронних територіях, в тому числі в заповідниках англ. Waters Meeting, Kap River, Dwesa, і в англ. Umtiza State Forest. 